# Liseberg
Liseberg es un parque de atracciones situado en Gotemburgo, Suecia. Fue inaugurado el 8 de mayo de 1923 en el marco de la Exposición Conmemorativa de Gotemburgo y actualmente es el parque de atracciones más grande de Escandinavia, atrayendo a más de tres millones de visitantes al año. Sus principales atracciones son Balder, una montaña rusa de madera, y Helix, una montaña rusa de acero con 7 inversiones.
Su diseño se orienta en torno a los colores rosados y verdes, que son los que también predominan en su símbolo, un conejo colorido.
Los veranos los lunes Liseberg tiene el concierto de "allsång" ("canta con nosotros") Lotta på Liseberg, presentado por Lotta Engberg.

## Atracciones
- AeroSpin
- AtmosFear
- Balder
- Barnens Paradis
- Blomsterkarusellen
- Bushållplatsen
- Cyklonen
- Drakbåtarna
- Farfars Bil
- Fisketuren
- FlumeRide
- Flygande Elefanter
- Flygis
- Hanghai
- Helix
- Hissnigen
- Hoppalång
- Högspänningen
- JukeBox
- Kaffekoppen
- Kaninlandsbanan
- Kaninresan
- Kristallsalongen
- Kållerado
- Lilla Lots
- Lisebergbanan
- Lisebergshjulet
- Loke
- Mechanica
- Rabalder
- Radiobilarna
- Skepp o'skoj
- Slänggungan
- Spökhotellet Gasten
- Stampbanan
- Tuta & Körr
- Uppswinget
- Valkyria
- Virvelvinden